# Alphonse de Gisors
Pour les articles homonymes, voir Gisors (homonymie).
Alphonse-Henri Guy de Gisors est un architecte français (né le 3 septembre 1796 à Paris et décédé le 18 août 1866). Il a construit et restauré un grand nombre de bâtiments publics sous la Monarchie de Juillet.

## Biographie
Alphonse Henri de Gisors est le fils d'Alphonse de Gisors (1761-1835), sous-chef puis chef de bureau au ministère de l'Intérieur et de Julie Henriette Lefebvre (1774-1846), mariés le 23 janvier 1796 à Paris. Il est le neveu de l'architecte Alexandre Jean-Baptiste Guy de Gisors.
Plus largement, son aïeul paternel, Guy de Gisors, est bourgeois de Paris et maître d'hôtel au service de la famille du comte de Bretel. Son aïeul maternel, Jean-Baptiste Lefebvre, buraliste installé à Paris, est descendant d'un notaire royal de la commune de Pierry, département de la Marne.

## Carrière
Alphonse de Gisors est issu d'une famille d'architectes, son oncle paternel, Alexandre Jean-Baptiste Guy de Gisors, ayant déjà remporté le second grand prix de l'Académie en 1777. Entré à l'École nationale supérieure des beaux-arts en 1814, il y est élève de Charles Percier. Il remporte le second prix de Rome en 1823 derrière Félix Duban pour un projet d'hôtel des douanes.
En 1834, il est nommé Architecte des bâtiments civils et est chargé de la rénovation et l'agrandissement de plusieurs bâtiments : la Cour de cassation au Palais de justice de Paris, la Bibliothèque Sainte-Geneviève, l'amphithéâtre de l'Observatoire de Paris. En 1835, il est nommé architecte du Palais du Luxembourg puis du théâtre de l'Odéon en 1837. Il devient architecte du Ministère de l'Instruction publique en 1840.
En 1854, il est élu au siège no 7 de la section architecture de l'Académie des beaux-arts.

## Principales réalisations
- 1826-1831 : hôtel de ville de Laval (Mayenne)
- 1835 : salle des séances du Sénat au palais du Luxembourg et façade donnant sur le jardin
- 1836 : façade et aménagements intérieurs de l'hôtel de ville d'Ajaccio[7]
- 1836-1842 : aile ouest de l'ancien hôtel de Rochechouart, ministère de l'Éducation nationale[8]
- 1837 : façade, toiture et intérieurs du palais Lantivy, hôtel de la préfecture à Ajaccio[9]
- 1837 : première restauration du théâtre de l'Odéon à Paris
- 1839 : orangerie du Sénat au Palais du Luxembourg
- 1841-1847 : bâtiment de l'École normale supérieure de la rue d'Ulm, dans le 5e arrondissement de Paris[10]
- 1845 : deuxième restauration du théâtre de l'Odéon
- 1846-1847 : tour de l'est de l'Observatoire de Paris à la demande de François Arago[11]
- 1854-1857 : monument au maréchal Michel Ney, avenue de l'Observatoire à Paris, en collaboration avec François Rude
- 1862 : déplacement et restauration de la fontaine Médicis dans le Jardin du Luxembourg

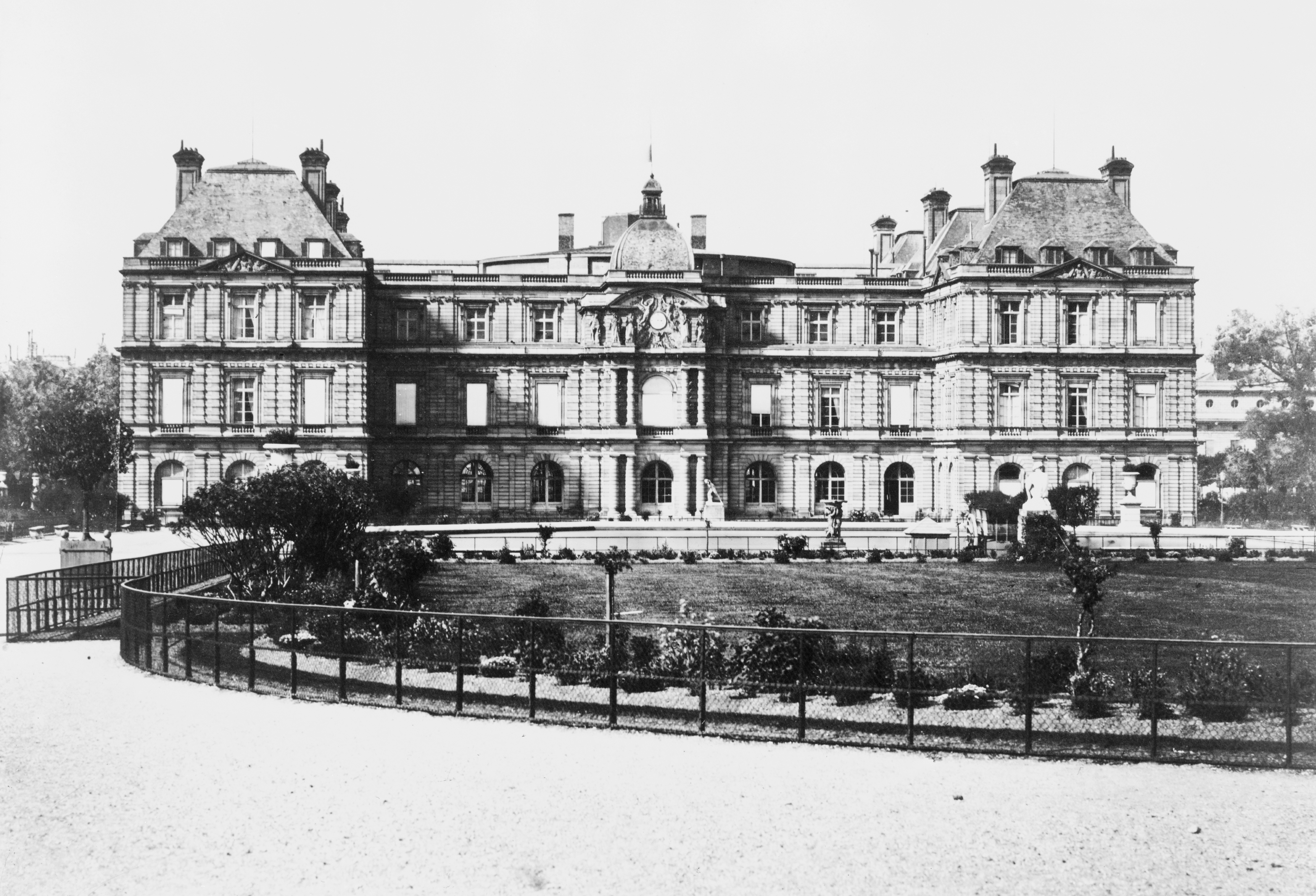
Façade du Palais du Luxembourg sous le Second Empire.
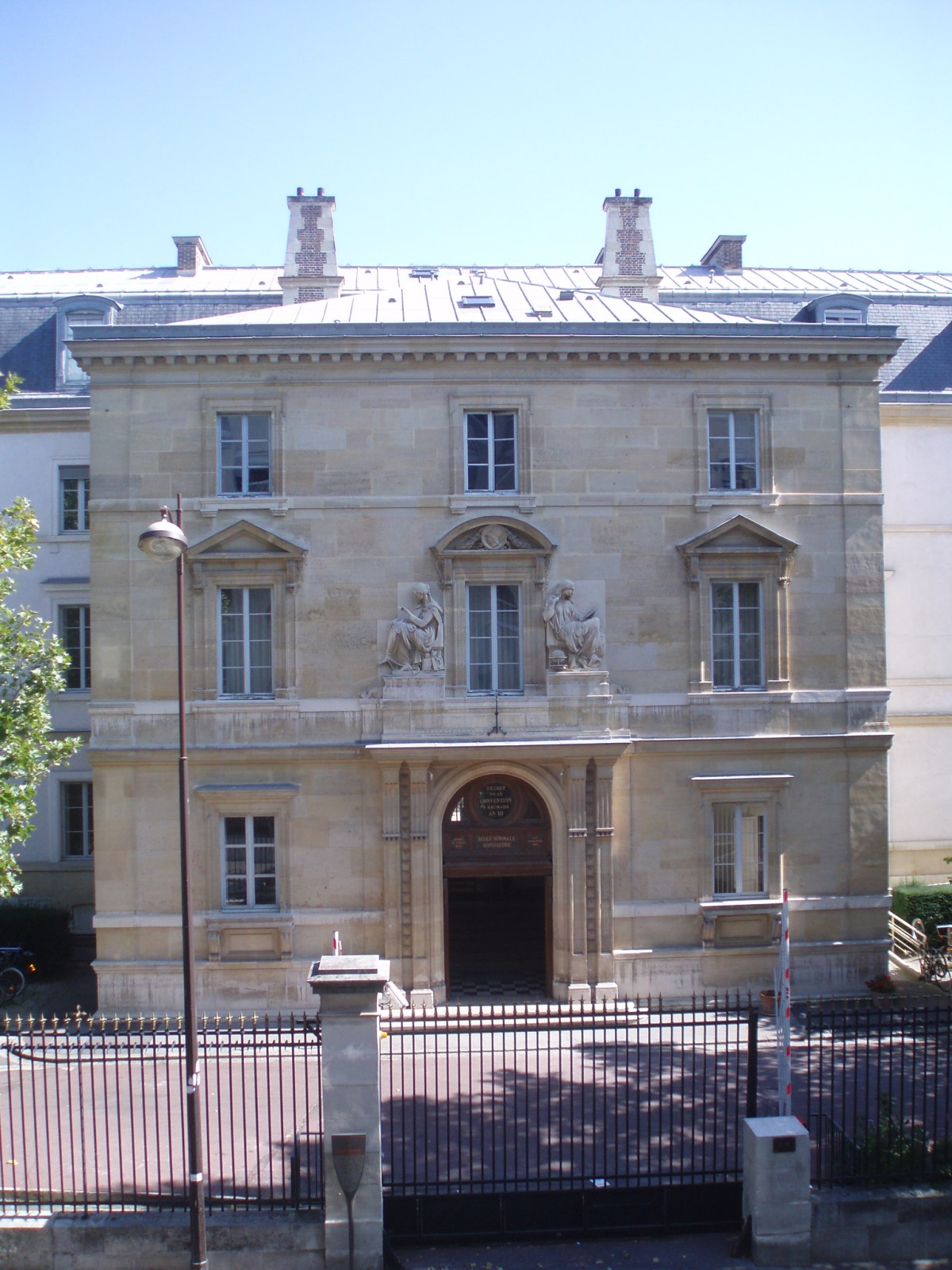
École normale supérieure (rue d'Ulm).
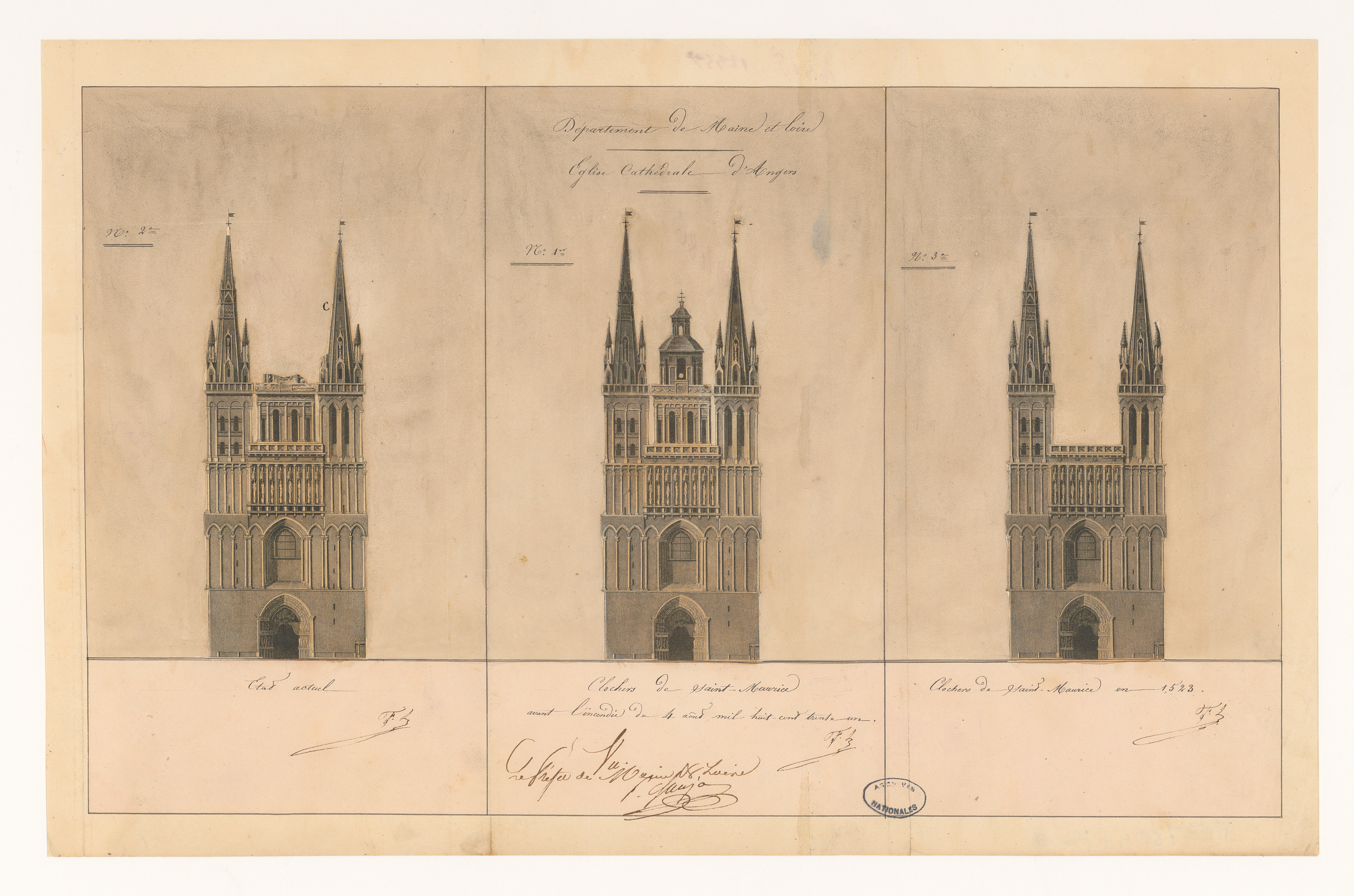
Clocher de la cathédrale d'Angers, 1836.

## Gisors architectes

### Confusion
En 2000, Pierre-Dominique Cheyne souligne en note qu'il y a des erreurs dans le dictionnaire de référence Thieme-Becker. Il indique que « c'est à tort que Jacques-Pierre Gisors est dit le frère d'Alexandre Jean-Baptiste Guy de Gisors, auquel les auteurs attribuent la salle des séances de la Convention aux Tuileries, puis, avec Étienne-Chérubin Leconte, celle des Cinq-Cents au Palais-Bourbon, l'actuelle salle des séances de l'Assemblée nationale ». Il précise également qu'en 1985 madame E. Hubert, indique dans des notices sur les architectes « que Guy, non pas frère de Jacques-Pierre mais sans doute de sa famille, travailla sous ses ordres à la construction de la salle de la Convention dont Jacques-Pierre, architecte de la Convention puis des bâtiments du Corps législatif, est l'auteur », elle dresse également une liste des travaux que le dictionnaire attribue par erreur à Guy Gisors.

### Les Gisors architectes
Suivant les corrections ci-dessus, voici la liste des Gisors architectes avec leurs liens de parenté :
- Alexandre Jean-Baptiste Guy de Gisors (1762-1835) dit aussi « Gisors le Jeune »   : sans doute de la même famille que Jacques-Pierre Gisors sans qu'il y ait de précision sur ce lien de parenté.
- Alphonse-Henri Guy de Gisors (1796-1866) est fils d'Alphonse de Gisors, qui est le frère (non architecte) d'Alexandre Jean-Baptiste Guy. Alphonse-Henri est donc le neveu de ce dernier.
- Louis-Jules Bouchot (1817-1907), neveu, par sa mère, d'Alphonse-Henri Guy.
- Louis Henri Georges Scellier de Gisors (1844-1905), petit-fils, par sa mère (il a fait ajouter « de Gisors » à son nom), d'Alphonse-Henri Guy de Gisors.